# Az Elán dalainak listája
Ez a lista tartalmazza az Elán szlovák rockegyüttes összes dalát.

## Dalok
| Cím                                | Album                        | Év   | Szerző(k)                        |
| ---------------------------------- | ---------------------------- | ---- | -------------------------------- |
| 10 dkg tresky                      | Hodina pravdy                | 1997 | Vlado Kolenič                    |
| Aj keď bez peňazí                  | Nie sme zlí                  | 1982 | Jožo Ráž, Boris Filan            |
| Ako jed                            | Hodina pravdy                | 1997 | Václav Patejdl, Miroslav Jurika  |
| Ako sa máš                         | Elán 3000                    | 2002 | Ján Baláž, Pavol Jursa           |
| Alkohol víťazí                     | Hodina angličtiny            | 1994 | Ľubomír Horňák, Jožo Ráž         |
| Amnestia na neveru                 | Hodina angličtiny            | 1994 | Ján Baláž, Jožo Ráž, Boris Filan |
| Anča                               | Hodina angličtiny            | 1994 | Pavol Jursa                      |
| Anjel                              | Hodina angličtiny            | 1994 | Jožo Ráž                         |
| Anjelska daň                       | Anjelska daň                 | 2010 | Ján Baláž, Boris Filan           |
| Anna Mária                         | Hodina pravdy                | 1997 | Ján Baláž, Kamil Peteraj         |
| Belasý let                         | Ôsmy svetadiel               | 1981 | Václav Patejdl, Pavol Jursa      |
| Bláznivé hry                       | Ôsmy svetadiel               | 1981 | Václav Patejdl, Pavol Jursa      |
| Bosorka                            | Netvor z čiernej hviezdy Q7A | 1991 | Jožo Ráž, Ján Baláž, Boris Filan |
| Byť mladý                          | Elán 3000                    | 2002 | Jožo Ráž, Boris Filan            |
| Chcel by som ti šepkať             | Ôsmy svetadiel               | 1981 | Juraj Farkaš, Boris Filan        |
| Chlap sa nevzdá                    | Elán 3                       | 1983 | Václav Patejdl, Boris Filan      |
| Cigánka mi vyveštila z dlane       | Anjelska daň                 | 2010 | Václav Patejdl, Boris Filan      |
| Cigary idú do neba                 | Tretie oko                   | 2003 | Jožo Ráž, Boris Filan            |
| Čaba neblázni                      | Rabaka                       | 1989 | Jožo Ráž, Boris Filan            |
| Čakám ťa láska                     | Ôsmy svetadiel               | 1981 | Václav Patejdl, Pavol Jursa      |
| Človečina                          | Elán 3                       | 1983 | Jožo Ráž, Boris Filan            |
| Čo je, čo je, čo chceš             | Hodina slovenčiny            | 1985 | Jožo Ráž, Boris Filan            |
| Depka                              | Tretie oko                   | 2003 | Václav Patejdl, Boris Filan      |
| Detektívka                         | Detektívka                   | 1986 | Jožo Ráž, Boris Filan            |
| Dievčenský štát a chlapčenský štát | Netvor z čiernej hviezdy Q7A | 1991 | Farnbauer Péter, Boris Filan     |
| Dva a dva                          | Hodina slovenčiny            | 1985 | Jožo Ráž, Boris Filan            |
| Emdéžet                            | Hodina slovenčiny            | 1985 | Prinzip, Boris Filan             |
| Epilóg                             | Hodina angličtiny            | 1994 | Farnbauer Péter, Kuruc           |
| Epilóg                             | Hodina pravdy                | 1997 | Jožo Ráž, Miroslav Válek         |
| Ešte jedna o mame                  | Nebezpečný náklad            | 1988 | Martin Karvaš, Boris Filan       |
| Ešte nie                           | Elán 3000                    | 2002 | Ján Baláž, Pavol Jursa           |
| Farby                              | Nebezpečný náklad            | 1988 | Jožo Ráž, Boris Filan            |
| Fero                               | Detektívka                   | 1986 | Jožo Ráž, Boris Filan            |
| Film pre pamätníkov                | Netvor z čiernej hviezdy Q7A | 1991 | Jožo Ráž, Ján Baláž, Boris Filan |
| Fuga                               | Tretie oko                   | 2003 | Pavol Jursa                      |
| Gitarista                          | Elán 3                       | 1983 | Ján Baláž, Ľuboš Zeman           |
| Guľový blesk                       | Detektívka                   | 1986 | Ján Baláž, Boris Filan           |
| H. Ch. Andersen                    | Nie sme zlí                  | 1982 | Václav Patejdl, Boris Filan      |
| Hey, hey zlato                     | Hodina pravdy                | 1997 | Jožo Ráž                         |
| Hodina angličtiny                  | Hodina angličtiny            | 1994 | Jožo Ráž                         |
| Hodina pravdy                      | Hodina pravdy                | 1997 | Václav Patejdl                   |
| Hodina slovenčiny                  | Hodina slovenčiny            | 1985 | Václav Patejdl, Boris Filan      |
| Hostia z inej planéty              | Netvor z čiernej hviezdy Q7A | 1991 | Ján Baláž, Boris Filan           |
| Intrák                             | Hodina angličtiny            | 1994 | Ján Baláž, Boris Filan           |
| Ja viem                            | Ôsmy svetadiel               | 1981 | Václav Patejdl, Pavol Jursa      |
| Jedenáste prikázanie               | Anjelska daň                 | 2010 | Václav Patejdl, Boris Filan      |
| Jericho                            | Elán 3000                    | 2002 | Ľubomír Horňák, Miroslav Jurika  |
| Kamaráti                           | Nie sme zlí                  | 1982 | Jožo Ráž, Boris Filan            |
| Kaskadér                           | Ôsmy svetadiel               | 1981 | Václav Patejdl, Ľuboš Zeman      |
| Kaskadér bez peňazí                | Hodina slovenčiny            | 1985 | Ján Baláž, Boris Filan           |
| Kde si                             | Anjelska daň                 | 2010 | Pavol Jursa                      |
| Keď muži plačú                     | Hodina pravdy                | 1997 | Pavol Jursa, Jožo Ráž            |
| Klasika                            | Detektívka                   | 1986 | Ján Baláž, Boris Filan           |
| Kočka                              | Hodina angličtiny            | 1994 | Jožo Ráž                         |
| Koľko a čo za to                   | Ôsmy svetadiel               | 1981 | Jožo Ráž, Boris Filan            |
| Kompromisy                         | Nebezpečný náklad            | 1988 | Ján Baláž, Boris Filan           |
| Kráľovná bielych tenisiek          | Hodina slovenčiny            | 1985 | Ján Baláž, Boris Filan           |
| Krehká                             | Elán 3000                    | 2002 | Václav Patejdl, Pavol Jursa      |
| Labute zo Štrkovca                 | Rabaka                       | 1989 | Martin Karvaš, Boris Filan       |
| Láska je film                      | Hodina pravdy                | 1997 | Pavol Jursa                      |
| Láska moja                         | Tretie oko                   | 2003 | Václav Patejdl, Boris Filan      |
| Len raz                            | Elán 3                       | 1983 | Václav Patejdl, Boris Filan      |
| Maj sa rád                         | Anjelska daň                 | 2010 | Pavol Jursa                      |
| Málo šialené                       | Rabaka                       | 1989 | Martin Karvaš, Boris Filan       |
| Mám chuť na niečo chladené         | Ôsmy svetadiel               | 1981 | Ján Baláž, Pavol Jursa           |
| Mám kým nemám                      | Elán 3                       | 1983 | Václav Patejdl, Boris Filan      |
| Maštalný ples                      | Elán 3000                    | 2002 | Pavol Jursa                      |
| Mláďatá                            | Ôsmy svetadiel               | 1981 | Václav Patejdl, Boris Filan      |
| Mládeži nepristupné                | Nebezpečný náklad            | 1988 | Martin Karvaš, Boris Filan       |
| Modlitba pre dva hlasy             | Netvor z čiernej hviezdy Q7A | 1991 | Jožo Ráž, Ján Baláž, Boris Filan |
| Modlivka nábožná                   | Hodina pravdy                | 1997 | Ján Baláž, Kamil Peteraj         |
| Môžeš ísť                          | Nie sme zlí                  | 1982 | Václav Patejdl, Boris Filan      |
| Mucha I.                           | Rabaka                       | 1989 | Ján Baláž, Boris Filan           |
| Mucha II.                          | Rabaka                       | 1989 | Martin Karvaš, Boris Filan       |
| Musíš prísť                        | Detektívka                   | 1986 | Ján Baláž, Boris Filan           |
| Naša sila                          | Netvor z čiernej hviezdy Q7A | 1991 | Ján Baláž, Boris Filan           |
| Návrat strateného syna             | Anjelska daň                 | 2010 | Václav Patejdl, Boris Filan      |
| Nebezpečný náklad                  | Nebezpečný náklad            | 1988 | Ján Baláž, Boris Filan           |
| Neobzerajte sa pani Lótová         | Detektívka                   | 1986 | Martin Karvaš, Boris Filan       |
| Nepereživaj                        | Anjelska daň                 | 2010 | Ľubomír Horňák, Marián Brezáni   |
| Nepolepšiteľní                     | Elán 3000                    | 2002 | Václav Patejdl, Pavol Jursa      |
| Nestíham                           | Nebezpečný náklad            | 1988 | Ján Baláž, Boris Filan           |
| Netrpezliví                        | Nie sme zlí                  | 1982 | Jožo Ráž, Boris Filan            |
| Netvor z čiernej hviezdy Q7A       | Netvor z čiernej hviezdy Q7A | 1991 | Jožo Ráž, Ján Baláž, Boris Filan |
| Nevera                             | Elán 3                       | 1983 | Václav Patejdl, Ľuboš Zeman      |
| Nevesta v piatom mesiaci           | Nebezpečný náklad            | 1988 | Martin Karvaš, Boris Filan       |
| Neviditeľné dievčatá               | Detektívka                   | 1986 | Martin Karvaš, Boris Filan       |
| Nežný a plný energie               | Anjelska daň                 | 2010 | Jožo Ráž, Boris Filan            |
| Nie sme zlí                        | Nie sme zlí                  | 1982 | Jožo Ráž, Boris Filan            |
| Ninja                              | Hodina angličtiny            | 1994 | Ján Baláž, De Ve                 |
| O láske                            | Elán 3000                    | 2002 | Ján Baláž, Pavol Jursa           |
| Od Tatier k Dunaju                 | Rabaka                       | 1989 | Ján Baláž, Boris Filan           |
| Odkazovač                          | Hodina pravdy                | 1997 | Ľubomír Horňák, Juraj Soviar     |
| Odpusť mi láska                    | Hodina pravdy                | 1997 | Jožo Ráž                         |
| Ona je dokonalá                    | Ôsmy svetadiel               | 1981 | Pavol Jursa                      |
| Originál                           | Tretie oko                   | 2003 | Ján Baláž, Juraj Soviar          |
| Orol                               | Tretie oko                   | 2003 | Ľubomír Horňák, Juraj Soviar     |
| Ôsmy svetadiel                     | Ôsmy svetadiel               | 1981 | Jožo Ráž, Boris Filan            |
| Otázniky                           | Elán 3000                    | 2002 | Václav Patejdl, Juraj Soviar     |
| Päť druhov ohňa                    | Anjelska daň                 | 2010 | Václav Patejdl, Boris Filan      |
| Pestrý život                       | Hodina slovenčiny            | 1985 | Jožo Ráž, Boris Filan            |
| Plnoletí                           | Nebezpečný náklad            | 1988 | Jožo Ráž, Boris Filan            |
| Pištoľ                             | Netvor z čiernej hviezdy Q7A | 1991 | Jožo Ráž, Ján Baláž, Boris Filan |
| Poďme sa báť                       | Hodina slovenčiny            | 1985 | Václav Patejdl, Boris Filan      |
| Podpísaný anonym                   | Nebezpečný náklad            | 1988 | Jožo Ráž, Boris Filan            |
| Poď von                            | Elán 3                       | 1983 | Václav Patejdl, Ľuboš Zeman      |
| Pozerajte sa mi do oči             | Elán 3000                    | 2002 | Václav Patejdl, Pavol Jursa      |
| Pretláčanie so životom             | Rabaka                       | 1989 | Jožo Ráž, Boris Filan            |
| Prší, prší                         | Elán 3000                    | 2002 | ?                                |
| Prvý na rane                       | Hodina pravdy                | 1997 | Jožo Ráž, Juraj Soviar           |
| Rabaka                             | Rabaka                       | 1989 | Jožo Ráž, Boris Filan            |
| Riziko                             | Tretie oko                   | 2003 | Pavol Jursa                      |
| Rockerhotel                        | Anjelska daň                 | 2010 | Václav Patejdl, Boris Filan      |
| Rok rodiny                         | Hodina angličtiny            | 1994 | Farnbauer Péter, Jožo Ráž        |
| Rozprávka                          | Nebezpečný náklad            | 1988 | Ján Baláž, Boris Filan           |
| Rozum kráľ, láska kráľovná         | Netvor z čiernej hviezdy Q7A | 1991 | Jožo Ráž, Ján Baláž, Boris Filan |
| Šaman                              | Tretie oko                   | 2003 | Václav Patejdl, Boris Filan      |
| Šťastie                            | Anjelska daň                 | 2010 | Ján Baláž, Boris Filan           |
| Sestrička z Kramárov               | Netvor z čiernej hviezdy Q7A | 1991 | Ján Baláž, Jožo Ráž, Boris Filan |
| Severný pól                        | Tretie oko                   | 2003 | Ľubomír Horňák, Miroslav Jurika  |
| Sídliskový indián                  | Detektívka                   | 1986 | Jožo Ráž, Boris Filan            |
| Slobodná                           | Elán 3                       | 1983 | Jožo Ráž, Ľuboš Zeman            |
| Smutný Ír                          | Anjelska daň                 | 2010 | Václav Patejdl, Boris Filan      |
| Spievam rock'n'roll si každý deň   | Ôsmy svetadiel               | 1981 | Václav Patejdl, Ján Baláž        |
| Spolok cvokov                      | Rabaka                       | 1989 | Jožo Ráž, Boris Filan            |
| Spravme to?!                       | Elán 3000                    | 2002 | Pavol Jursa                      |
| Sto rozchodov                      | Anjelska daň                 | 2010 | Ján Baláž, Boris Filan           |
| Strážca pečatí                     | Tretie oko                   | 2003 | Václav Patejdl, Ľuboš Zeman      |
| Striptízové blues                  | Hodina angličtiny            | 1994 | Ján Baláž, De Ve                 |
| Stužková                           | Hodina slovenčiny            | 1985 | Jožo Ráž, Boris Filan            |
| Superuvoľnený                      | Rabaka                       | 1989 | Ján Baláž, Boris Filan           |
| Tanečnice z Lúčnice                | Detektívka                   | 1986 | Jožo Ráž, Boris Filan            |
| Tele' deti                         | Rabaka                       | 1989 | Ján Baláž, Boris Filan           |
| Telo si so mnou robí čo chce       | Netvor z čiernej hviezdy Q7A | 1991 | Jožo Ráž, Ján Baláž, Boris Filan |
| Tenisky                            | Nie sme zlí                  | 1982 | Václav Patejdl, Ľuboš Zeman      |
| Tigrov rok                         | Netvor z čiernej hviezdy Q7A | 1991 | Farnbauer Péter, Boris Filan     |
| Tisíc a jeden krát                 | Hodina angličtiny            | 1994 | Ľubomír Horňák, Juraj Soviar     |
| To nemá chybu                      | Detektívka                   | 1986 | Martin Karvaš, Boris Filan       |
| To nevadí                          | Anjelska daň                 | 2010 | Pavol Jursa                      |
| Tretie oko                         | Tretie oko                   | 2003 | Václav Patejdl, Boris Filan      |
| Tuláci v podchodoch                | Elán 3                       | 1983 | Ján Baláž, Ľuboš Zeman           |
| Ulica                              | Nie sme zlí                  | 1982 | Ján Baláž, Ľuboš Zeman           |
| V znamení motoriek                 | Nie sme zlí                  | 1982 | Jožo Ráž, Boris Filan            |
| Valiace sa kamene                  | Hodina slovenčiny            | 1985 | Ján Baláž, Boris Filan           |
| Van Goghovo ucho                   | Rabaka                       | 1989 | Ján Baláž, Boris Filan           |
| Ver mi                             | Nebezpečný náklad            | 1988 | Jožo Ráž, Boris Filan            |
| Vymyslená                          | Nie sme zlí                  | 1982 | Ján Baláž, Boris Filan           |
| Vyplazený jazyk                    | Elán 3                       | 1983 | Václav Patejdl, Boris Filan      |
| Vyriešený problém                  | Tretie oko                   | 2003 | Ján Baláž, Boris Filan           |
| Zabudnuté                          | Elán 3                       | 1983 | Ján Baláž, Boris Filan           |
| Zaklínanie depky                   | Tretie oko                   | 2003 | Václav Patejdl, Boris Filan      |
| Zaľúbení                           | Elán 3000                    | 2002 | Pavol Jursa                      |
| Zaľúbil sa chlapec                 | Hodina slovenčiny            | 1985 | Ján Baláž, Boris Filan           |
| Zaľúbil sa chlapec                 | Hodina pravdy                | 1997 | Ján Baláž, Boris Filan           |
| Zanedbaný sex                      | Elán 3000                    | 2002 | Ján Baláž, Pavol Jursa           |
| Zlodej slnečníc                    | Nie sme zlí                  | 1982 | Václav Patejdl, Ľuboš Zeman      |
| Zvláštny smútok viťazov            | Hodina slovenčiny            | 1985 | Václav Patejdl, Boris Filan      |
| Žaba na prameni                    | Detektívka                   | 1986 | Ján Baláž, Boris Filan           |
| Život                              | Tretie oko                   | 2003 | Václav Patejdl, Ľuboš Zeman      |